# Abronia chiszari
Abronia chiszari là một loài thằn lằn trong họ Anguidae. Loài này được Smith & Smith mô tả khoa học đầu tiên năm 1981.